# Roshika Deo
Roshika Deo (12 dicembre 1980) è una politica e attivista figiana impegnata nella difesa dei diritti delle donne e contro la violenza nei loro confronti.

## Biografia
Roshika Deo appartiene a una famiglia indo-figiana. Suo padre Indar Deo era un noto consigliere, politico del National Alliance Party e un uomo d'affari, che vive in Australia. Ha tre fratelli e una sorella.
Roshika Deo ha frequentato la Suva Grammar School e ha conseguito un Bachelor of Laws presso la University of the South Pacific (USP).
Nel 2013, nell'ambito della sua campagna politica come candidata indipendente alle elezioni legislative, ha fondato il movimento Be The Change ("Sii il cambiamento"). Attraverso questo movimento, sostiene il femminismo, le persone LGBT, le persone con disabilità, i diritti umani e l'ambientalismo. Il suo movimento aspira a portare cambiamenti sociali, politici, economici e culturali nelle Figi.
Il 4 marzo 2014 ha ricevuto dalle mani di Heather Higginbottom, rappresentante del Dipartimento di Stato degli Stati Uniti d'America, il premio International Women of Courage Award.